# Montanaterritoriet
Montanaterritoriet (engelska: Montana Territory) var ett amerikanskt territorium, som fanns under perioden 28 maj 1864 – 8 november 1889, varefter det blev en del av den amerikanska delstaten Montana.

### Fotnoter
1. ↑  ”Montana” (på engelska). World Statesmen. http://www.worldstatesmen.org/US_states_L-M.html#Montana. Läst 20 juli 2015.